# Tedeschi del Kazakistan
I tedeschi del Kazakistan (in tedesco Kasachstandeutsche) sono una minoranza del Kazakistan, della cui popolazione costituiscono una piccola percentuale. Discendono quasi tutti dai tedeschi del Volga che, dopo l'invasione nazista dell'URSS del 1941, furono deportati per volere di Stalin dalla Repubblica socialista sovietica autonoma tedesca del Volga all'interno della RSS Kazakistan. Molti furono imprigionati nei gulag sovietici, forse un terzo di essi vi morì. Oggi vivono soprattutto nella parte nord-orientale del paese tra le città di Astana e Öskemen, essendo per lo più concentrati nei centri urbani.

## Storia
Nel 1762 Sophie Fredericke Auguste von Anhalt-Zerbst, tedesca originaria di Stettino, sostituì il marito Pietro III di Russia sul trono imperiale di Russia, prendendo il nome di Caterina II. Caterina la Grande nel 1762 e nel 1763 concesse privilegi ai tedeschi che si fossero insediati nel Basso Volga. All'indomani della Rivoluzione d'ottobre, nel 1918, Lenin ordinò la costituzione della Regione dei Tedeschi del Volga, dal 1924 Repubblica autonoma nell'ambito della Unione sovietica. Dopo l'invasione nazista del '41, Stalin accusò i tedeschi del Volga di collaborazionismo col nemico, sciolse la Repubblica autonoma e ne deportò gli abitanti in Siberia o nel Kazakistan. Molti morirono in esilio. I tedeschi del Volga non tornarono mai più ad abitare la loro regione d'origine in un numero paragonabile a quello precedente, anche perché per anni non fu loro concesso. Dopo la guerra molti rimasero nella regione degli Urali, in Siberia, in Kazakistan, Kirghizistan e Uzbekistan. Alcuni decenni dopo la fine della guerra fu proposto di ricolonizzare le aree in cui sorgeva la repubblica autonoma tedesca, ma questo movimento incontrò l'opposizione della popolazione che abitava quei luoghi e l'iniziativa non ebbe successo.
Nel giugno 1979 venne avanzata una nuova proposta che prevedeva la costituzione di una nuova Repubblica Autonoma Tedesca dentro il Kazakistan, con la capitale ad Ereymentau. La proposta serviva ad affrontare le condizioni di vita degli sfollati tedeschi del Volga. Al momento c'erano circa 936.000 tedeschi etnici che vivevano in Kazakistan ed erano il terzo più grande gruppo etnico del paese asiatico.
Ma anche questa idea non trovò alcun appoggio soprattutto nelle popolazioni locali: il 16 giugno 1979 i kazaki manifestarono a Celinograd (Astana) protestando per l'ipotesi di insediamento permanente dei tedeschi e per una istituzionalizzazione della loro comunità. Probabilmente temendo una reazione negativa della maggioranza kazaka e richieste di autonomia simili da parte degli Uiguri, il PCUS ritirò definitivamente la proposta di autonomia tedesca nel Kazakistan.
Secondo il censimento del 1989, vivevano più cittadini di origine tedesca in Kazakistan (957.518, ovvero il 5,8% della popolazione totale) che nell'intera Russia inclusa la Siberia (841.295).
Il censimento del 2021 ha rivelato che, per la prima volta dalla dissoluzione dell'Unione Sovietica, la popolazione tedesca del Kazakistan è aumentata a 226.092 rispetto ai 178.409 del 2009.
La maggioranza dei tedeschi del Kazakistan parla solo russo ed in prevalenza è protestante. Le concentrazioni maggiori di tedeschi del Kazakistan si trovano nelle città e nei villaggi della regione settentrionale, come Wspen (11,19%), Taran (10,14%), e Borodwlïxа (11,40%).
| I tedeschi del Kazakistan |          |         |                |             |
| ANNO                      | TEDESCHI | PERC.   | AB. KAZAKISTAN | FONTE       |
| 1897                      | 2.613    | 0,0653% | 4.000.000      | [ 4 ]       |
| 1926                      | 51.094   | 0,8%    | 6.198.465      | [ 5 ] [ 6 ] |
| 1939                      | 92.571   | 1,5%    | 6.151.102      | [ 7 ]       |
| 1959                      | 659.800  | 7,1%    | 9.309.847      | [ 8 ]       |
| 1970                      | 839.649  | 6,5%    | 12.848.573     | [ 9 ]       |
| 1979                      | 900.207  | 6,1%    | 14.684.283     | [ 10 ]      |
| 1989                      | 957.518  | 5,8%    | 16.464.464     | [ 11 ]      |
| 1999                      | 353.462  | 2,4%    | 14.981.281     | [ 12 ]      |
| 2009                      | 178.409  | 1,1%    | 16.009.597     | [ 12 ]      |
| 2014                      | 181.928  | 1,1%    | 17.160.774     | [ 13 ]      |
| 2021                      | 226.092  | 1,2%    | 19.186.015     | [ 14 ]      |
| 2024                      | 224.343  | 1,1%    | 20.033.842     | [ 15 ]      |

## Tedeschi del Kazakistan famosi
- Herman Gref (nato Hermann Gräf), ex-ministro russo dell'Economia e del Commercio.
- Juri Judt, calciatore tedesco.
- Konstantin Engel, calciatore kazako.
- Alexander Merkel, calciatore kazako.
- Roman Neustädter, calciatore russo.
- Aleksandr Shefer, ex ciclista kazako.
- Joseph Werth, vescovo cattolico della diocesi di Novosibirsk.

## Demografia
| Anno | Popolazione | Nati vivi | Morti | Saldo naturale | Natalità (per 1000) | Mortalità (per 1000) | Saldo naturale (per 1000) | Saldo migratorio |
| ---- | ----------- | --------- | ----- | -------------- | ------------------- | -------------------- | ------------------------- | ---------------- |
| 2010 | 179.398     | 4 573     | 2 469 | 2 104          | 25,5                | 13,8                 | 11,7                      | -1.111           |
| 2011 | 180.376     | 4 405     | 2 481 | 1 924          | 24,4                | 13,8                 | 10,6                      | -1.465           |
| 2012 | 180.832     | 4 380     | 2 405 | 1 975          | 24,2                | 13,3                 | 10,9                      | -1.484           |
| 2013 | 181.348     | 4 319     | 2 213 | 2 106          | 23,8                | 12,2                 | 11,6                      | -1.468           |
| 2014 | 181.928     | 4 241     | 2 110 | 2 131          | 23,3                | 11,6                 | 11,7                      | -2.101           |
| 2015 | 181.958     |           |       |                |                     |                      |                           |                  |
| 2018 | 179.476     |           |       |                |                     |                      |                           |                  |